# Fosco Maraini
Fosco Maraini   (Florència, 15 de novembre de 1912 - Florència, 8 de juny de 2004) va ser un antropòleg, etnòleg, orientalista, alpinista, fotògraf, escriptor i poeta italià.

## Biografia
Va néixer el 15 de novembre de 1912 a Florència, fill de l'escultor Antonio Maraini, d'una antiga família del Ticino, i de Cornelia Edith "Yoï" Crosse, també coneguda com a Yoï Crosse-Pawlowska (1877–1944), model i escriptora nascuda a Tállya, al nord d'Hongria, de pare anglès i mare hongaresa d'origen polonès. Fosco tenia un germà, Grato Maraini, i un germà i una germana del primer matrimoni de la seva mare amb James Francis Buckley: Wilma Susan Morwen i Gabriel James Ifor.
Bilingüe italià-anglès des del seu naixement, va créixer i es va educar en l'ambient intel·lectualment animat de la seva família i de la Florència dels anys 1920 i 1930. El 1934, impulsat per la seva immensa curiositat cap a Orient, s'embarca com a professor d'anglès al vaixell Amerigo Vespucci, un veler utilitzat com a escola per a la formació d'oficials de la marina italiana, visitant el nord d'Àfrica i Anatòlia. El 1935 es va casar amb la pintora sicilianaTopazia, de l'antiga família Alliata de Salaparuta, prínceps de Villafranca, amb qui va tenir tres filles Dàcia, Yuki i Toni.

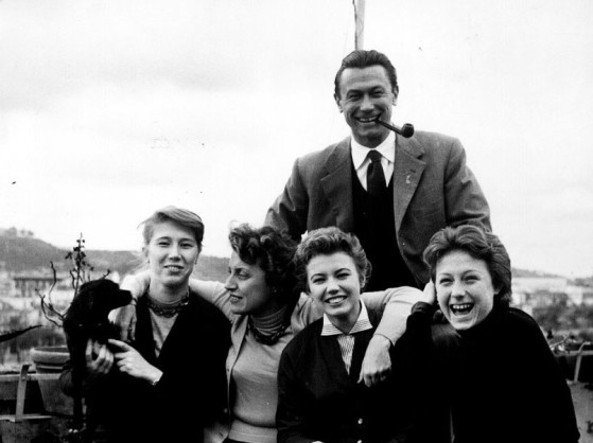
Fosco Maraini amb la seva família, 1960.

Maraini es va graduar en Ciències Naturals i Antropològiques a la Universitat de Florència. L'any 1937 es va unir a l'orientalista de Macerata Giuseppe Tucci, que coneixia molt bé el sànscrit, el tibetà, l'hindi, el nepalès, el bengalí i altres llengües asiàtiques, en una expedició al Tibet, a la qual en va seguir una altra onze anys més tard, el 1948. D'aquesta experiència va sorgir la gran passió que el va portar a dedicar-se a l'estudi de les cultures orientals i l'etnologia i a escriure el seu primer llibre Dren Giong (Vallecchi Ed., 1939) i després Segreto Tibet (De Donato editore, 1951), que va ser molt influent en l'etnologia de mitjans del segle xx.

### Els anys de la segona guerra mundial
Abans de la Segona Guerra Mundial, Maraini es va traslladar al Japó, primer a Hokkaidō, a Sapporo, i després a Kansai, a la ciutat de Kyōto, com a professor d'italià a la famosa universitat local. Quan el Japó es va unir amb Alemanya i Itàlia en el pacte anomenat Potències de l'Eix, va demanar als residents italians de jurar fidelitat a Mussolini. El 8 de setembre de 1943 Maraini va ser cridat a Tòquio i es va negar, juntament amb la seva dona Topazia, a unir-se a la República de Salò. Com a conseqüència d'això, ell i la seva família van ser internats en un camp de concentració de Nagoya durant uns dos anys.

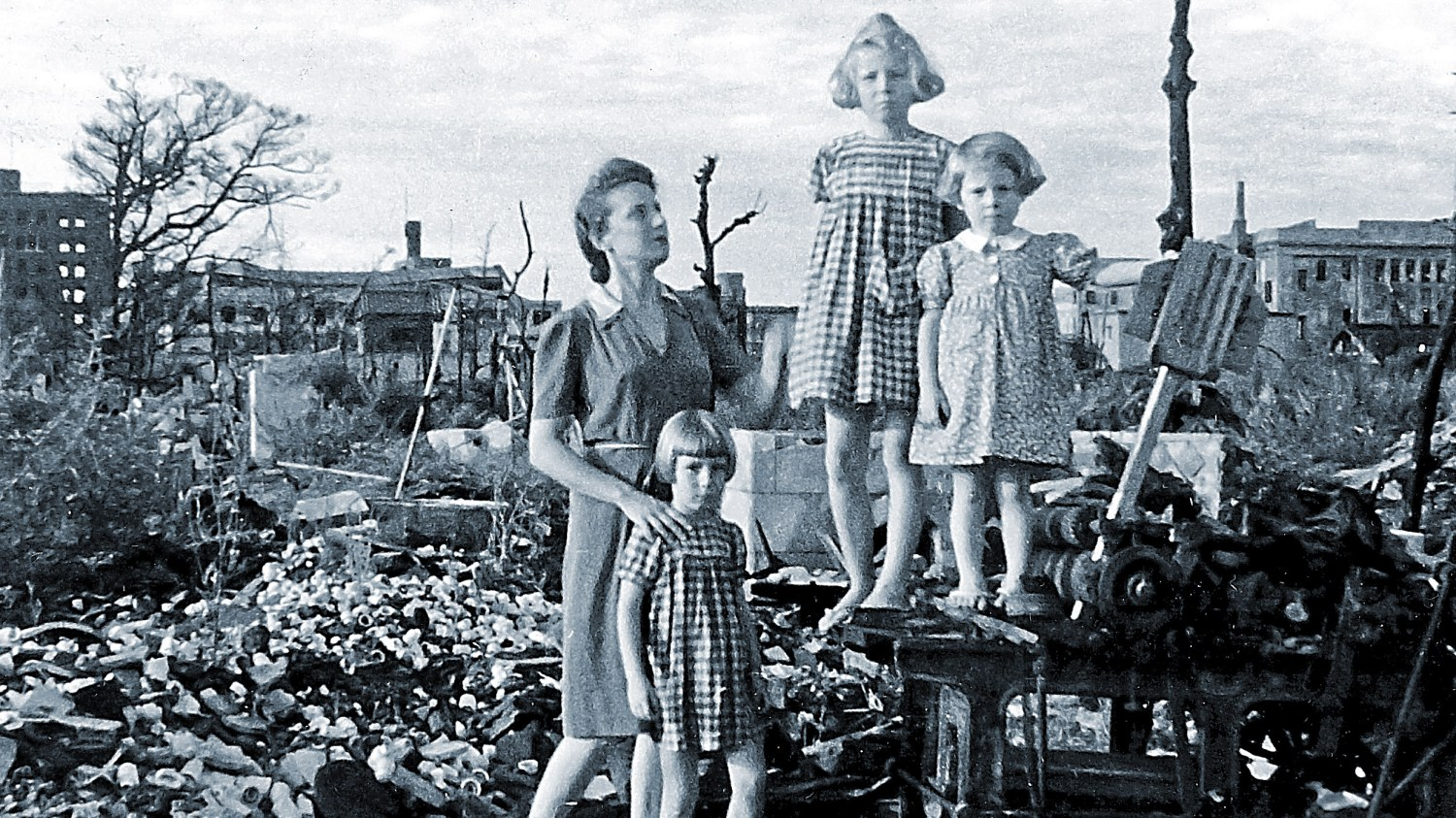
Topazia Alliata amb les seves tres filles Dacia, Yuki i Toni al final de la guerra a Nagoya al Japó. Era l'única dona i eren els únics nens que estaven retinguts al camp de concentració.

Aquells records del 1943 al 1946 van servir de base per a alguns capítols del seu llibre "Meeting with Japan” (Reunió amb el Japó, 1955), dedicat al seu retrobament amb la seva "pàtria adoptiva" explicat com un viatge de redescobriment. La col·lecció de poesia de Dacia Maraini també extreta d'aquells anys difícils, "Mangiami pure", es va publicar el 1978.
Durant el seu empresonament Maraini va fer un gest d'alta significació simbòlica per a la cultura japonesa: en presència dels comandants dels camps de concentració es va tallar amb una destral l'última falange del dit petit de la mà esquerra. Amb aquest gest no va aconseguir la llibertat, però sí el respecte i una millora de les condicions de la presó per a la família Maraini i els altres presos italians, que els va permetre sobreviure als dolors de la fam fins a l'ocupació del Japó per les forces aliades.

### Després de la guerra
Acabada la guerra va tornar a Itàlia, però poc després va tornar a marxar cap a noves destinacions com el Tibet, Jerusalem, el Japó i Corea.
Conegut pels seus nombrosos treballs fotogràfics al Tibet i al Japó, Maraini va fotografiar les serralades de Karakoram i Hindu Kush, Àsia Central i Itàlia en general.
Va ser professor de llengua i literatura japonesa a la Universitat de Florència i un dels principals experts internacionals en la cultura de les poblacions ainu del nord del Japó. Maraini va ser investigador al St Antony's College d'Oxford i a les universitats de Sapporo i Kyoto. Gràcies a la seva extraordinària obertura espiritual, la seva originalitat cultural i científica i el seu coratge físic i moral, l'any 1998 va guanyar el Premi Nonino, com a "Mestre italià dels nostres temps".
Maraini també va practicar la composició poètica, utilitzant la tècnica que va definir com a metasemàntica, de la qual és un exemple l'obra Le Fànfole, de 1966, avui exhaurida, posteriorment reeditada amb el títol de Gnòsi delle Fànfole. Així, a la introducció de Gnòsi delle Fànfole Fosco Maraini explica què és la poesia, o llenguatge, que indica com a metasemàntica:
| « | Il linguaggio comune, salvo rari casi, mira ai significati univoci, puntuali, a centratura precisa. Nel linguaggio metasemantico invece le parole non infilano le cose come frecce, ma le sfiorano come piume, o colpi di brezza, o raggi di sole, dando luogo a molteplici diffrazioni, a richiami armonici, a cromatismi polivalenti, a fenomeni di fecondazione secondaria, a improvvise moltiplicazioni catalitiche nei duomi del pensiero, dei moti più segreti. | El llenguatge comú, excepte en casos excepcionals, té com a objectiu significats unívocs, puntuals i centrats amb precisió. En el llenguatge metasemàntic, però, les paraules no travessen coses com fletxes, sinó que les toquen com plomes, o cops de brisa, o raigs de sol, donant lloc a múltiples difraccions, referències harmòniques, cromatismes polivalents, fenòmens de fecundació secundària, catalització sobtada, i multiplicacions a les cúpules del pensament, dels moviments més secrets. | » |

I continua, en un to divertit:
| « | Nella poesia metasemantica il lettore deve contribuire con un massiccio intervento personale. La crasi non è data dall’incontro con un oggetto, bensì, piuttosto, dal tuffo in un evento. Il lettore non diventa solo azionista del poetificio, ma entra subito a far parte del consiglio di gestione e deve lui, anche, provvedere alla produzione del brivido lirico. L’autore più che scrivere, propone. Se è riuscito nel suo intento, può dire di aver offerto un trampolino, nulla più. Quanto mi divertirei … | En la poesia metasemàntica el lector ha d'aportar una intervenció personal massiva. La crasi no ve donada per la trobada amb un objecte, sinó per la immersió en un esdeveniment. El lector no només esdevé accionista de la fàbrica de poesia, sinó que immediatament passa a formar part de la junta directiva i també ha d'assegurar la producció de l'emoció lírica. L'autor proposa més que no pas escriu. Si aconsegueix el seu objectiu, pot dir que va oferir un trampolí, res més. Què divertit m'ho passaria... | » |

Un exemple de l'ús d'un lèxic evocador però inventat, tot i estar establert en una seqüència mètrica severa, a la famosa Il lonfo (El llop):
| « | Il lonfo non vaterca né gluisce E molto raramente barigatta, ma quando soffia il bego a bisce bisce sdilenca un poco, e gnagio s'archipatta. | El llop no vaterca ni gluteja I molt poques vegades barigateja, però quan el bego bufa a vis vis divaga una mica, i el nyego s'arquipata. | » |

Maraini atribueix la seva recerca poètica a ser bilingüe, a la seva cultura políglota, a haver après moltes llengües, «algunes de les quals són molt alienes», a haver viscut a molts països del món: «És evident que neix un autèntic amor metasemàntic. en un terreny preparat... La paraula era una joguina, un foc artificial, un telescopi amb trampes..."

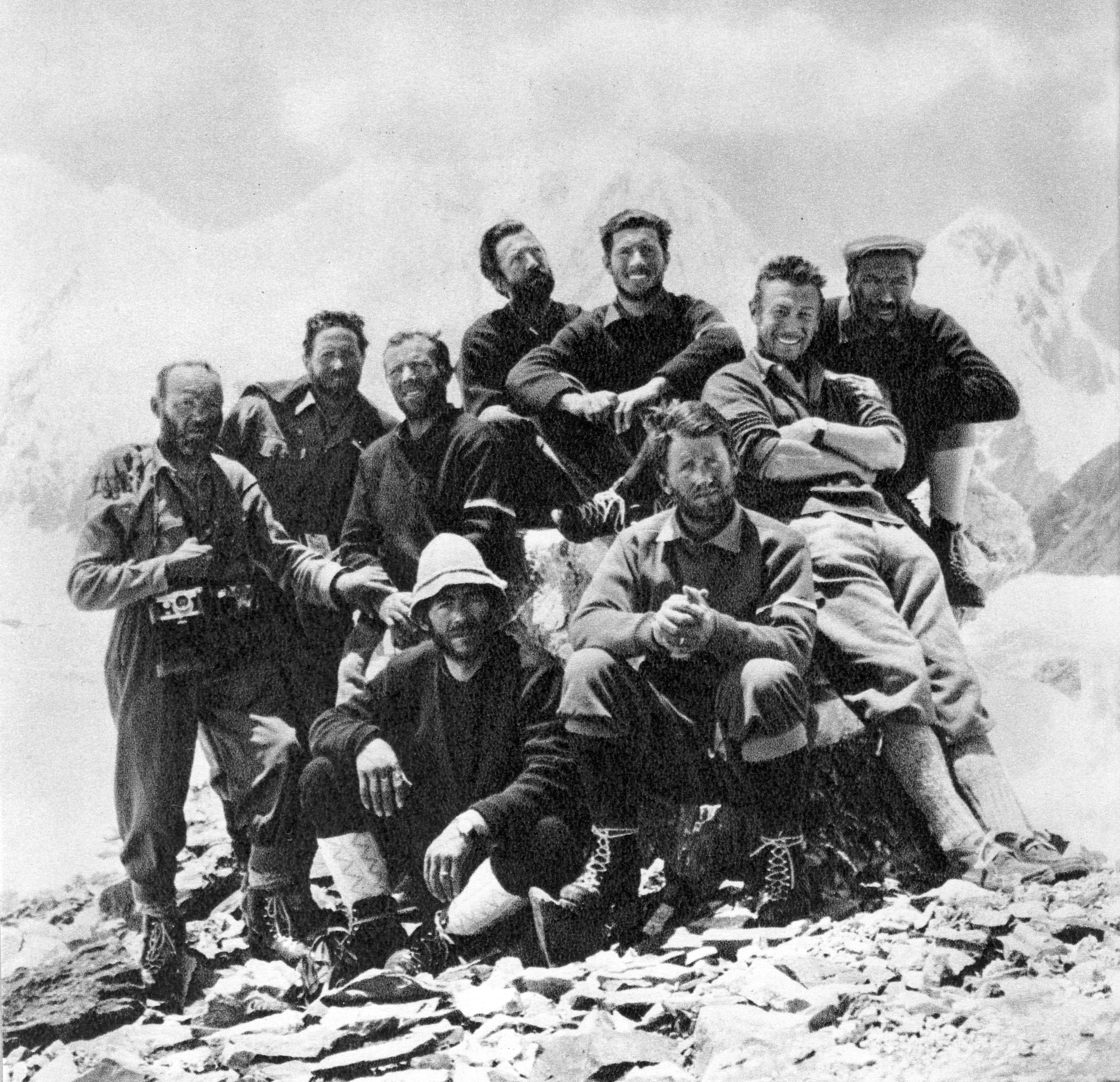
Els membres de l'expedició Gasherbrum IV de 1958. Fosco Maraini és el primer dempeus a la dreta

També conegut com alpinista, va desenvolupar la seva activitat principalment als Dolomites, on va fer les seves primeres ascensions amb Emilio Comici, Tita Piaz i Sandro del Torso. També va participar en algunes expedicions importants del Club Alpí Italià: la de 1958 al Gasherbrum IV (7980 m, al Karakorum, Pakistan), dirigida per Riccardo Cassin; i la de 1959 organitzada per la secció de Roma del CAI al pic Saraghrar (7350 m, a l'Hindu Kush, Pakistan), liderada per Franco Alletto i Paolo Consiglio. Va escriure un llibre sobre ambdues expedicions: Gasherbrum 4, Baltoro, Karakorum i Paropamiso.
Després de divorciar-se de Topazia Alliata, el 1970 es va casar per segona vegada amb la japonesa Mieko Namiki, amb qui va viure a Florència, a la vila del seu pare a Torre di Sopra, prop de Poggio Imperiale, treballant en l'ordenació del seu arxiu fotogràfic i dels seus nombrosos llibres rars.
Va morir el juny de 2004 i, segons els seus desitjos, va ser enterrat al petit cementiri d'Alpe di Sant'Antonio, al municipi de Molazzana, un petit poble de la Garfagnana.

En una entrevista, una de les seves filles va explicar que un dels seus primers records del seu pare parlant és quan va afirmar:
Recorda que les races no existeixen, només les cultures.
El cap del govern regional de Toscana va explicar públicament que Maraini havia "honrat Florència i la Toscana ensenyant-nos a ser tolerants amb les altres cultures".
Fosco Maraini va ser, amb Giuliana Stramigioli entre d'altres, un membre fundador de l'AISTUGIA - l'Associació Italiana per als Estudis Japonesos.
La pel·lícula de 1963 Violated Paradise, dirigida per Marion Gering, es va basar en l'obra de Maraini L' Isola Delle Pescatrici (1960). En la producció es van utilitzar algunes imatges captades per Maraini.
Va descriure la primera part de la seva vida a l'autobiografia de ficció Case, amori, universi, publicada per Arnoldo Mondadori Editore el 1999. L'any 2007, la seva filla Dacia va publicar "l gioco dell'universo - dialoghi immaginari tra un padre e una figlia” (El joc de l'univers - diàlegs imaginaris entre un pare i una filla) a Rizzoli, reconstruint la història de la família a través dels quaderns del pare.
La seva filla petita Toni Maraini parla de la seva vida i la seva relació amb Sicília al llibre "Da Ricòrboli alla Luna" publicat per Poiesis Editrice. Els seus llibres més rars estan disponibles a la biblioteca del Gabinetto GP Vieusseux de Florència.

## Fosco Maraini i els ainu
Des de la seva arribada a Hokkaidō a principis dels 1930s, Fosco Maraini es va dedicar a conèixer de prop la cultura i ètnia ainu, ja llavors amenaçada d'extinció. Va recollir eines i elements d'aquesta cultura, i es va dedicar a fotografiar-la extensament. El registre visual que Maraini va capturar en imatges del Tibet i del poble ainu d'Hokkaidō ha guanyat importància com a documentació històrica de dues cultures que desapareixen. El seu treball va ser reconegut amb un premi l'any 2002 de la Societat Fotogràfica del Japó, citant les seves fotos d'art, i especialment les seves impressions dels ainus d'Hokkaidō. La societat també va reconèixer els seus esforços per enfortir els llaços entre el Japó i Itàlia durant 60 anys.
Durant les primeres etapes de la Segona Guerra Mundial, Maraini va recollir en algunes caixes tot el material ainu (roba, eines, etc.) que havia arreplegat al llarg dels anys al Japó, durant els seus primers estudis sobre aquesta població. Va trobar la manera d'amagar aquest material al soterrani de l'Institut Francès de Kyoto. Després de la guerra Maraini va tornar a buscar aquest material tan preuat i, per a la seva gran sorpresa, després dels desastres de la guerra al Japó, va trobar les caixes intactes i les va enviar en un vaixell de càrrega a Florència. Un cop va tornar a Itàlia, Fosco Maraini va donar tot aquest material ainu al Museu Nacional d'Antropologia de Florència (ara una secció del Museu d'Història Natural) que encara avui té una sala sencera dedicada als Ainu i és d'una de les col·leccions més importants i completes europees dedicades a aquesta població.

## Biblioteca i arxiu fotogràfic personals
Per llegat testamentari, la seva biblioteca, que conté aproximadament 9.000 volums i publicacions periòdiques i 42.000 fotografies, es conserva al gabinet científic-literari GP Vieusseux a Florència.

## Obres
- Guida dell’Abetone per lo sciatore. Editor: Stazione e interprovinciale di soggiorno e turismo dell’Abetone e Sezione fiorentina del CAI. Florència, 1934. Font: Itinera Alpina, Milano (descripció amb foto de la coberta).
- Dren-Giong. Appunti di un viaggio nell'Imàlaia.  Vallecchi, 1939. Nova edició a càrrec de Mieko Maraini, amb un Prefaci de S.S. el Dalai Lama, amb records d’amics, Milà, Corbaccio, 2012. Edició il·lustrada anb fotografies de l'autor, Corbaccio, 2019.
- Lontano Tibet, o Chibetto, Tòquio, 1942.
- Gli Iku-bashui degli Ainu, 1942.
- Segreto Tibet.  Edizioni Leonardo da Vinci, 1951. Noves edicions: Milà, Dall'Oglio, 1985-1989; Milà, Corbaccio, 1998; Milà, Corbaccio, 2012, ISBN 978-88-797-2179-0.
- Ore giapponesi, Bari, 1957. Noves edicions: Milà, 1988; Milà, Corbaccio, 2000, amb un assaig de Giorgio Amitrano.
- L'isola delle pescatrici, Bari, Leonardo da Vinci editrice, 1960.
- Karakorum, Gasherbrum 4, Baltoro, Bari, 1961.
- Paropàmiso. Nella terra dei Kafiri, dove quattro mondi si incontrano, Bari, 1963. Noves edicions: Torí, CDA & Vivalda, 1997; educiónampliada, Milà, Mondadori, 2003.
- Le Fànfole, Bari, De Donato, 1966. Edició de 300 exemplars.
- Jerusalem, Rock of Ages, 1969.
- Esotico inverso, 1970.
- Japan Mandala (en anglès), 1971. Primera edició italiana, en traducció de M. Zizi, Milà, Electa, 2006-2014, amb un escrit de Gian Carlo Calza.
- Incontro con l'Asia. A cura de Franco Marengo, Bari, De Donato, 1973.
- Gnòsi delle Fànfole. 2a edició.  Baldini Castoldi Dalai, 1994. ISBN 978-88-6073-074-9. Els poemes són extrets del llibre de 1966 Le fànfole, amb l'afegit de noves composicions. El volum va acompanyat d'un CD editat per Massimo Altomare i Stefano Bollani, amb arranjaments musicals, veus solistes i cor, que tradueixen els textos poètics en cançons. La veu al començament del disc és de Fosco Maraini.
- Giappone e Corea, popoli nel mondo, Novara, De Agostini, 1978.
- Prima della tempesta. Tibet 1937 e 1948.  Shang Shung edizioni, 1990.
- L'Agape celeste. I riti di consacrazione del sovrano giapponese, Milà, Scheiwiller, 1995. Reeditat a Milà, Luni, 2014.
- Il Nuvolario. Principii di Nubignosia, Roma, SEMAR, 1995, ISBN 978-88-777-8020-1. Amb una introducció de Toni Maraini, col·lecció Le onde, Milà, La nave di Teseo, 2020, ISBN 978-88-346-0320-8.
- Gli ultimi pagani. Appunti di viaggio di un etnologo poeta, Red Edizioni, 1997. Reeditat a Milà, BUR, 2001.
- Case, amori, universi, Milà, Mondadori, 1999; Amb una introducció de Dacia Maraini, col·lecció Oceani n.80, Milano, La nave di Teseo, 2019, ISBN 9788834600450.
- Viaggiator curioso. Conversazione con Maria Pia Simonetti.  Passigli, 2001.
- Dacia Maraini. Il gioco dell'universo: dialoghi immaginari tra un padre e una figlia.  Mondadori, 2007.
- Isola anime.  Polistampa, 2007.
- Pellegrino in Asia. Opere scelte. Collezione I Meridiani.  Mondadori, 2007.
- L'incanto delle Donne del Mare. Giappone 1954.  Giunti, 2012.
- Love Holidays. Quaderni d'amore e di viaggi.  Rizzoli, 2014.
- Farfalle e ghiacciai. La mia vita tra le montagne.  Hoepli, 2019. ISBN 978-88-203-8960-4.

### Articles
- "Tradition and Innovation in Japanese Films," Geographical Magazine. Oct. 1954: 294–305.

### Traduccions
- Eric Shipton. Assalto all'Everest.  Leonardo da Vinci editrice, 1953.

## Distincions
- Photographic Society of Japan, Premi International—2002.[15]
- Premi de la Japan Foundation—1986,[16]
- Ordre del Sol Naixent 3a Classe, Raigs d'or amb cinta, 1982. (Govern japonès), 3rd class—1982.[17]
- International Society to Save Kyoto's Historic Environment (ISSK) – Primer President Honorari.